# Episodi di The Crisis (prima stagione)
La prima stagione della serie televisiva The Crisis, composta da 28 episodi, è andata in onda negli Stati Uniti dal 10 ottobre 1963 al 4 giugno 1964 sulla NBC.
| nº | Titolo originale                       | Prima TV USA     | Titolo italiano | Prima TV Italia |
| -- | -------------------------------------- | ---------------- | --------------- | --------------- |
| 1  | The Case Against Paul Ryker (parte 1)  | 10 ottobre 1963  |                 |                 |
| 2  | The Case Against Paul Ryker (parte 2)  | 17 ottobre 1963  |                 |                 |
| 3  | The End of the World, Baby             | 24 ottobre 1963  |                 |                 |
| 4  | A Hero for Our Times                   | 31 ottobre 1963  |                 |                 |
| 5  | Are There Any More Out There Like You? | 7 novembre 1963  |                 |                 |
| 6  | One Step Down                          | 14 novembre 1963 |                 |                 |
| 7  | The Machine That Played God            | 5 dicembre 1963  |                 |                 |
| 8  | The Long, Lost Life of Edward Smalley  | 12 dicembre 1963 |                 |                 |
| 9  | The Hunt                               | 19 dicembre 1963 |                 |                 |
| 10 | The Name of the Game                   | 26 dicembre 1963 |                 |                 |
| 11 | The Deep End                           | 2 gennaio 1964   |                 |                 |
| 12 | A Truce to Terror                      | 9 gennaio 1964   |                 |                 |
| 13 | Who is Jennifer?                       | 16 gennaio 1964  |                 |                 |
| 14 | Leviathan Five                         | 30 gennaio 1964  |                 |                 |
| 15 | My Enemy, This Town                    | 6 febbraio 1964  |                 |                 |
| 16 | The Action of the Tiger                | 20 febbraio 1964 |                 |                 |
| 17 | Doesn't Anyone Know Who I Am?          | 27 febbraio 1964 |                 |                 |
| 18 | The Threatening Eye                    | 12 marzo 1964    |                 |                 |
| 19 | A Cause of Anger                       | 19 marzo 1964    |                 |                 |
| 20 | Knight's Gambit                        | 26 marzo 1964    |                 |                 |
| 21 | Once Upon a Savage Night               | 2 aprile 1964    |                 |                 |
| 22 | Portrait of an Unknown Man             | 16 aprile 1964   |                 |                 |
| 23 | Their Own Executioners                 | 23 aprile 1964   |                 |                 |
| 24 | The Sweet Taste of Vengeance           | 30 aprile 1964   |                 |                 |
| 25 | Charlie, He Couldn't Kill a Fly        | 7 maggio 1964    |                 |                 |
| 26 | The Watchman                           | 14 maggio 1964   |                 |                 |
| 27 | The Robrioz Ring                       | 28 maggio 1964   |                 |                 |
| 28 | A Cruel and Unusual Night              | 4 giugno 1964    |                 |                 |

## The Case Against Paul Ryker (parte 1)
- Diretto da: Buzz Kulik
- Scritto da: William D. Gordon

### Trama
- Guest star: Lloyd Nolan (generale Amos Bailey), Bradford Dillman (capitano David Young), Lee Marvin (sergente Paul Ryker), Vera Miles (Ann Ryker), Peter Graves (moglie di Major Frank Whitaker), Charles Aidman (maggiore Kitchener), Francis DeSales (presidente corte marziale), Walter Brooke (colonnello Arthur Merriam), Murray Hamilton (capitano Appleton), Norman Fell (sergente Max Winkler), Don Marshall (caporale Jenks)
- Il doppio episodio fu distribuito poi nei cinema come film nel 1968 con il titolo Sergeant Ryker, in Italia come Il sergente Ryker. Generò la serie televisiva Court Martial (1965-1966, 26 episodi).

## The Case Against Paul Ryker  (parte 2)
- Diretto da:
- Scritto da:
- Vedi The Case Against Paul Ryker (parte 1).

## The End of the World, Baby
- Diretto da: Irvin Kershner
- Soggetto di: John Philip Cohane

### Trama
- Guest star: Peter Lorre (Frederick Bergen), Lou Krugman (capo della polizia), Nina Foch (Sarah Middleton), Gig Young (Hugo Myrich), Jan Arvan (Museum Guard), Danielle Aubry (Cigarette Girl), John Goulet (Italian Waiter), John Siegfried (Austrian Youth), Michael Romanoff (se stesso), Joseph Gallison (Page Boy), Ben Wright (Casino Manager), Peter Brooks (Freddie), Katherine Crawford (Daphne Middleton)

## A Hero for Our Times
- Diretto da:
- Scritto da:

### Trama
- Guest star: John Ireland (Scotty), Sandra Church (Ruth), Geraldine Brooks (Doris Ethridge), Dabbs Greer (Reade), Warren Parker (giudice), Lloyd Bridges (Mace Ethridge), Victor French (assassino)

## Are There Any More Out There Like You?
- Diretto da: Elliot Silverstein
- Soggetto di: George Cuomo

### Trama
- Guest star: Peter Helm (Willis Maudry), Adam Roarke (Paul Durbin), Katharine Ross (Janet Bollington), Sharon Farrell (Althea Winton), Robert Ryan (Tom Bollington)

## One Step Down
- Diretto da: Bernard Girard
- Scritto da: William D. Gordon e Barry Trivers (sceneggiatura); Alec Coppel (soggetto)

### Trama
- Guest star: Jack Weston (Homer Fargis), Don Collier (sergente Newsome), Gena Rowlands (Janet Cord), Ida Lupino (Harriet Whitney), Robert Kline (poliziotto), Tom Symonds (ambulanziere), Naomi Stevens (Norma), Myron Healey (George Whitney), Phillip Pine (Ellis), Leslie Nielsen (dottor David Cord)

## The Machine That Played God
- Diretto da: Paul Wendkos
- Soggetto di: Robert Guy Barrows e Judith Barrows

### Trama
- Guest star: Robert Brubaker (detective), Tol Avery (giudice), Dan Frazer (Chilton), William Boyett (detective), Morgan Mason (Andy), Laurence Haddon (Investigator), Louise Lorimer (giudice), Charles Alvin Bell (giudice), Gerard Campeau (Assistant), Russ Bender (sergente Aikes), Joe Bassett (Prowl Car Cop), Pauline Drake (Police Woman), Edmund Williams (ufficiale pubblico), Barney Biro (Minister), Doris Edwards (infermiera), William Kendis (Phillip Conyers), Peter Adams (Mike Merritt), Herb Armstrong (dottore), Anne Francis (Peggy Merritt), Gary Merrill (Mark Jordan), Josephine Hutchinson (Mrs. Blanchard), Malachi Throne (L. J. West), Edmon Ryan (dottor Davis), Mary Wickes (Mrs. Mike), Davis Roberts (Police Expert)

## The Long, Lost Life of Edward Smalley
- Diretto da: Robert Altman
- Scritto da:

### Trama
- Guest star: Philip Abbott (maggiore Charles Wheeler), Chana Eden (Madeline Bauvais), Richard Crenna (Edward Smalley), Arch Johnson (sergente Myron Bender), Ron Hayes (Luther Hayes), James Whitmore (J. Marvin Bean)

## The Hunt
- Diretto da: Robert Altman
- Scritto da: Ed Waters (sceneggiatura); John D. F. Black (soggetto)

### Trama
- Guest star: Harry Townes (Felix Potter), Kelly Thordsen (Dick), James Caan (Rick Peterson), Bruce Dern (Maynard), Opal Euard (coltivatore), Peggy Rea (centralinista), Keith Taylor (ragazzo), William Challee (vecchio), Logan Field (pubblico ministero), Mickey Rooney (sceriffo Williams)

## The Name of the Game
- Diretto da:
- Scritto da:

### Trama
- Guest star: Barry Atwater (Karl Hagen), Monica Lewis (Mrs. Caldwell), Pat Hingle (Ed Caldwell), Nancy Kovack (Melinda Davis), Steve Ihnat (Pit Boss), Jack Kelly (Pete Braven)

## The Deep End
- Diretto da:
- Scritto da:

### Trama
- Guest star: Clu Gulager (Dan Walsh), Whit Bissell (Gus Hickman), Aldo Ray (Sam Kimber), Ellen Burstyn (Barbara Sherwood/Lucille Benton), Doris Edwards (cameriera), Rusty Lane (Doc Stacey), Dan Barton (Nico Benton), Paul Langton (sceriffo Johnny Kyle), Tina Louise (Angela Powell)

## A Truce to Terror
- Diretto da:
- Scritto da:

### Trama
- Guest star: Frank Silvera (sergente Terrell), Steve Forrest (David Buchanan), Alberto Morin (Lawton), Anna Navarro (Maria), Natividad Vacio (Newsie), Danny Bravo (Juan), Raoul De Leon (uomo), Rockne Tarkington (Henry), Maye Henderson (Janitor), Edmund Vargas (Miguel), Pilar Arcos (nonna), David Cadiente (Leon Bulchand), Jack Halliday (Waters), Joe Abdullah (Manny Simms), John Gavin (Charles Portay), Michael Ansara (Morgan), Lyle Bettger (Ted Johnson), Adelina Pedroza (Encarna)

## Who is Jennifer?
- Diretto da:
- Scritto da:

### Trama
- Guest star: Dan Duryea (Sam Manners), Gloria Swanson (Charlotte Heaton), David Brian (Mark Nelson), Brenda Scott (Judy Harper), Erin O'Donnell (Farm Girl), Louise Arthur (commessa), Billy M. Greene (Duty Sergeant), William Cord (ufficiale di polizia), Gene Roth (ufficiale di polizia), Vince Townsend Jr. (Employee), Morris Ankrum (Chief Austin), Jan Shepard (Police Woman), John Dennis (Booking Sergeant)

## Leviathan Five
- Diretto da:
- Scritto da:

### Trama
- Guest star: Harold Stone (dottor Nat Kaufman), John van Dreelen (dottor Eduardo Lenzi), Arthur Kennedy (dottor Walter Taylor), Frank Maxwell (Arthur Jensen), Vince Williams (ufficiale pubblico), Judson Laire (giudice Thomas Calvin), Frank Overton (Bill), Andrew Duggan (dottor Adam Winters)

## My Enemy, This Town
- Diretto da:
- Scritto da:

### Trama
- Guest star: Barbara Nichols (Ann Hilts), William Smith (vice Reed), Philip Carey (Edgar Martin), Scott Marlowe (Johnny Bareja), Rod Lauren (Arturo Bareja), Adam Williams (Ben Jorgenson), Diane McBain (Mary Jorgenson)

## The Action of the Tiger
- Diretto da:
- Scritto da:

### Trama
- Guest star: Ulla Jacobsson (Ursula), Oscar Beregi, Jr. (Schneider), Peter Brown (tenente Ben Hollister), Stephen McNally (maggiore Sanford), Paul Comi (Donnelly), Reggie Nalder (SS Agent), Robert Patten (Slade), Albert Carrier (Frenchie), Ed Kemmer (Stewart), Telly Savalas (Beret)

## Doesn't Anyone Know Who I Am?
- Diretto da:
- Scritto da:

### Trama
- Guest star: Martha Hyer (Yvette Duval), Barney Phillips (C. A. Thompson), Cornel Wilde (Eric Blaine), Kathryn Crosby (Ann Smith), Paul Newlan (Doc Pierson)

## The Threatening Eye
- Diretto da:
- Scritto da:

### Trama
- Guest star: Dabney Coleman (William Gunther), Phyllis Thaxter (Mildred), Pat O'Brien (tenente John Curwood), Coleen Gray (Dorothy Nehf), Robert Clarke (Adam Conway), Barbara Bell Wright (Agnes Miller), Jack Klugman (Steve Zaro)

## A Cause of Anger
- Diretto da:
- Scritto da:

### Trama
- Guest star: Audrey Totter (Myra Moran), Robert Crawford, Jr. (Ralph Harrow), Anthony Caruso (Cuero), Nancy Malone (Linda Beaumont), Linda Dangcil (Peggy Sue), Charles Irving (Nehemoff), Oliver McGowan (dottor Martin), Norman Leavitt (Gotch), Ed Gilbert (ispettore), Len Hendry (Sidney Harrow), Judee Morton (Elizabeth), Douglas Henderson (Skippy), Kevin Hagen (Nilsen), Robert Foulk (Walker), Brian Keith (Andy Bastian)

## Knight's Gambit
- Diretto da:
- Scritto da:

### Trama
- Guest star: Murray Matheson (Douglas Henderson), H. M. Wynant (Escobar), Eleanor Parker (Dorian Smith), Chester Morris (Blaine Davis), Roger Smith (Anthony Griswold Knight)

## Once Upon a Savage Night
- Diretto da:
- Scritto da:

### Trama
- Guest star: Gunner Hellström (Granstrom), Albert Paulsen (Linde), Jacqueline Betton (Ellie Van Ducci), Karl Swenson (Erickson), Charles McGraw (Harry Brockman), Ted Knight (Carl Lombardo), Robert Ridgely (Dan McVeay), Philip Abbott (Myron Ellis), Barbara Turner De Hubp (Hildegard), Jan Marsh (ballerino/a), Arlene Kieta (donna), Charlene Lee (Asian Girl), John Alonzo (Dockworker), Ron Masak (sergente Ford), Jim Lantz (McGrago), Mary Frann (Annette), Carroll O'Connor (James Van Ducci), Andrew Duggan (Owen Kerr), Michael Murphy (William Smith), Linda Wallenberg (Kathryn)

## Portrait of an Unknown Man
- Diretto da:
- Scritto da:

### Trama
- Guest star: Jay C. Flippen (Hugh Ramsey), Ron Foster (reverendo Larson), Robert Duvall (Harvey Farnsworth), Mala Powers (Ellen Ramsey), George Chandler (Doc Baines), Clint Walker (David Wolfe)

## Their Own Executioners
- Diretto da:
- Scritto da:

### Trama
- Guest star: Herschel Bernardi (Joe Monti), Dean Stockwell (Martin Roselli), Virginia Vincent (Carlotta), Lilia Skala (Lina Rosetti), Malcolm Atterbury (dottor Gregory), Bill Erwin (padre Daley), Dorothy Konrad (cameriera), Danny Kulick (Billy), Dabney Coleman (Alvin), Robert Fortier (Paul Welch), Pamela Curran (Grace Welch), Dan Barton (Freddie Sackheim)

## The Sweet Taste of Vengeance
- Diretto da:
- Scritto da:

### Trama
- Guest star: Russ Bender (sergente Pingitore), Robert Ellenstein (Raskob), John Forsythe (Jerry Wilson), Jack Weston (Juan Esposa), Luis Delgado (barista), Ed Prentiss (giudice), Ricky Vera (Playboy), Diana Hyland (Linda Stevenson)

## Charlie, He Couldn't Kill a Fly
- Diretto da:
- Scritto da:

### Trama
- Guest star: Michael Burns (Frankie Kling), Berkeley Harris (Pete Francis), Richard Kiley (Lou Miller), Keenan Wynn (Charlie Kling), Roy Glenn (madre di Piano Player), Noam Pitlik (Benny Galati), Myron Healey (tenente Thaler), Beverly Garland (Joanne Kling)

## The Watchman
- Diretto da:
- Scritto da:

### Trama
- Guest star: Edy Williams (Enes), Frank DeKova (Edward), Telly Savalas (Roman Castillo), Victoria Shaw (Helena), Al Hirt (se stesso), Tol Avery (Publisher), Lawrence Dobkin (dottore), Jack Warden (Jack Fleming)

## The Robrioz Ring
- Diretto da:
- Scritto da:

### Trama
- Guest star: Virginia Gregg (Kate Taylor), Miriam Goldina (Mario), Robert Loggia (Mario Robrioz), Julie Adams (Ellen Yarnell), Dee Carroll (commessa), Julie Harris (Lucy Bram)

## A Cruel and Unusual Night
- Diretto da:
- Scritto da:

### Trama
- Guest star: Wright King (Chaplain), Clancy Cooper (sergente Kelly), Anne Helm (Avis Tyler), Scott Marlowe (Sherman Tyler), Robert Whitsell (Carl Hixon), Bill Walker (Trustee), Don Diamond (Paco), James Chandler (dottore), Rusty Lane (Warden), Ronald Reagan (giudice Howard Stimming)